# Lista catedralelor din Liban
Această listă recenzează catedrale din Liban.
- Catedrala Maronită Sfântul Gheorghe din Beirut
- Catedrala ortodoxă greacă „Sfântul Gheorghe” din Beirut
- Catedrala Sfântul Gheorghe din Tripoli
- Catedrala Sfântul Nicolae din Zahle

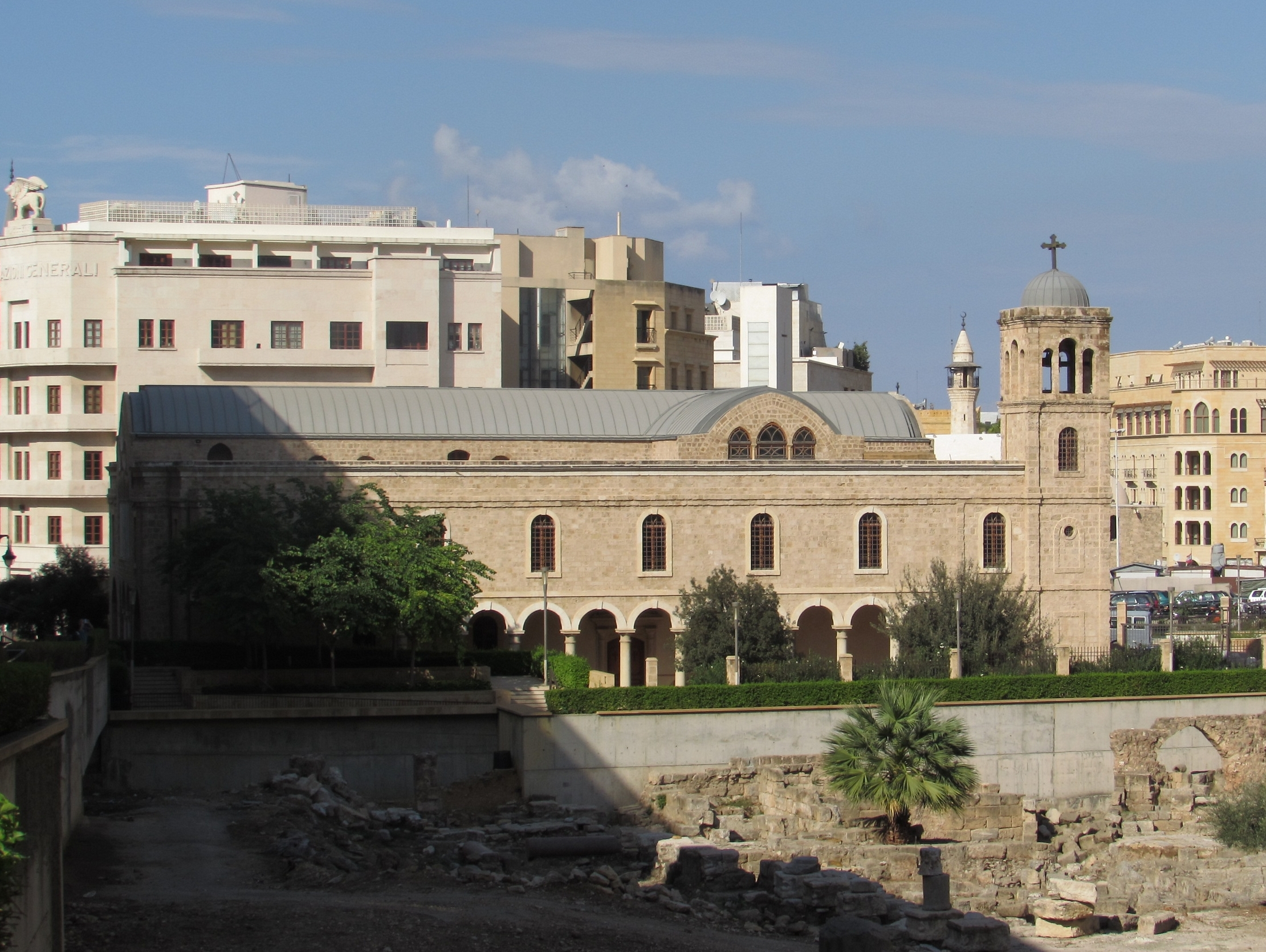
Catedrala ortodoxă greacă „Sfântul Gheorghe” din Beirut.
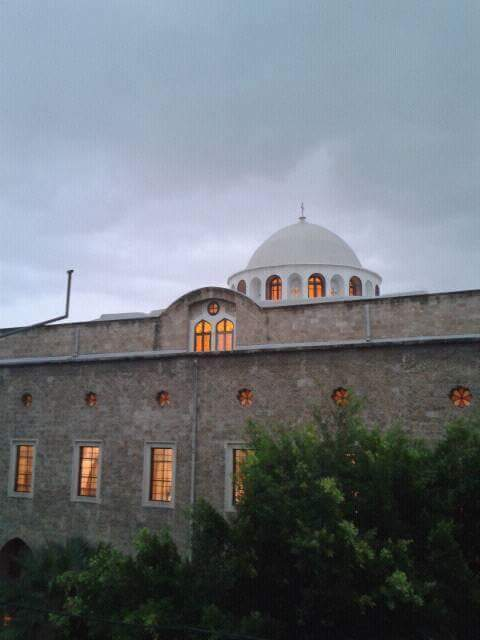
Catedrala Sfântul Gheorghe din Tripoli.